# Mjatschkowo

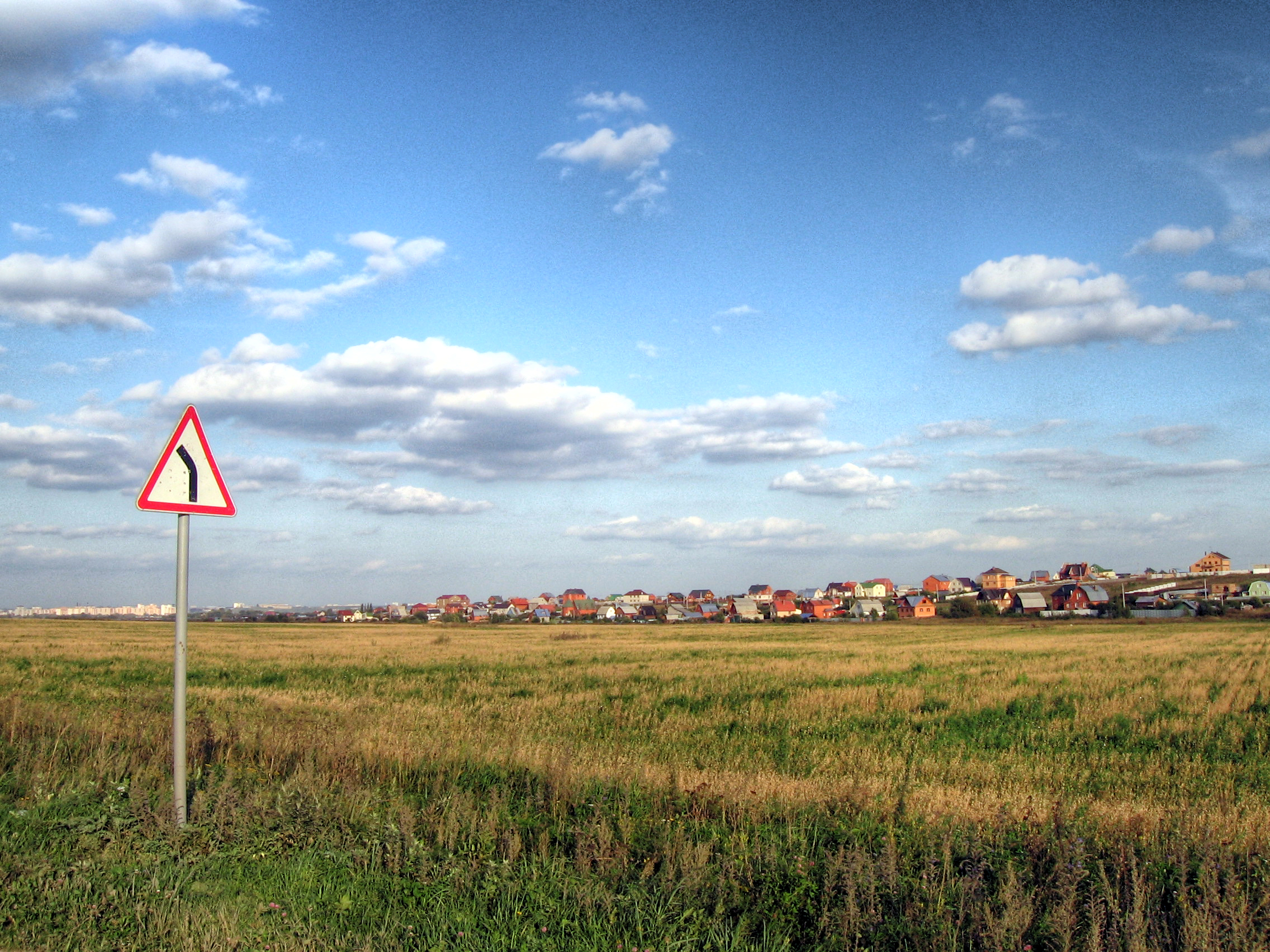
Mjatschkowo

Mjatschkowo (russisch Мячко́во) ist ein Dorf in der Oblast Moskau.
Der Ort hat einen kleinen Flugplatz und eine Autorennstrecke. Bei Mjatschkowo mündet die Pachra in die Moskwa.